# Каннингем, Гордон Херриот
Гордон Херриот Каннингем (англ. Gordon Herriot Cunningham; 1892—1962) — один из первых новозеландских микологов и фитопатологов.

## Биография
Гордон Каннингем родился 27 августа 1892 года на овцеводческой ферме в центральной части Отаго одним из семи детей в семье Джозефа Уотсона Каннингема и Хелен Дональдсон Херриот. Учился в школах в Данробине и Тапануи. В 1909 году Каннинген переехал в Австралию. Он работал на фруктовых плантациях в Тасмании и Южной Австралии, затем на плантации сахарного тростника в Квинсленде. После этого он некоторое время работал с верблюдами в центральной Австралии, в 1910 году вернулся в Новую Зеландию. Во время Первой мировой войны служил в полку Отаго. Он принимал участие в Дарданелльской операции, затем заболел дизентерией. В ожидании транспортировки в Египет Каннингем был ранен шрапнелем. В Египте познакомился с лингвистом Джеральдом Мэттьюсом. После возвращения на родину он заинтересовался флорой и болезнями растений Новой Зеландии. 21 февраля 1918 года Каннингем женился на Мэгги Лесли Макгрегор. В 1919 году Альфред Кокейн пригласил Каннингема работать в своей лаборатории в Верароа. В 1920 году лаборатория переехала в Веллингтон. Затем Гордон учился в Университете Виктории в Веллингтоне, в 1924 году окончил его со степенью бакалавра. В 1926 году он стал магистром наук, а в 1927 — доктором философии. В 1929 году он посетил США, Англию и другие страны Европы. В 1936 году он был назначен директором Отделения фитопатологии в Окленде. На протяжении 20 лет Каннингем изучал гастеромицеты Австралии и Новой Зеландии, в 1944 году была издана его книга, в которой обобщались его наблюдения. В 1948 году Каннингем в составе делегации из Новой Зеландии снова посетил Англию. В 1951 году он в третий раз получил возможность изучать гербарии Европы. В 1957 году Каннингем ушёл на пенсию. Гордон Херриот Каннингем скончался 18 июля 1962 года в Окленде.

## Грибы, названные в честь Г. Каннингема
- Cunninghammyces Stalpers, 1985
- Bovista cunninghamii Kreisel, 1967
- Coccomyces cunninghamii P.R.Johnst., 2000
- Diplomitoporus cunninghamii P.K.Buchanan & Ryvarden, 1998
- Hyphodontia cunninghamii Gresl. & Rajchenb., 2000
- Perenniporia cunninghamii Decock, P.K.Buchanan & Ryvarden, 2000
- Phlebia cunninghamiana Duhem, 2009
- Thaxterogaster cunninghamii E.Horak, 1973 [syn.  Cortinarius cunninghamii (E.Horak) Peintner & M.M.Moser, 2002]
- Vararia cunninghamii Boidin & Lanq., 1976